# Lorenzo Lauri
Lorenzo Lauri (Rome, 15 oktober 1864 – aldaar, 8 oktober 1941) was een Italiaans kardinaal verbonden aan de Romeinse Curie.

## Biografie
Over zijn afkomst en vroege jeugd is weinig bekend. Na een studie aan het Pauselijk Romeins Seminarie werd Lorenzo op 4 juni 1887 tot priester gewijd. Tot 1910 was hij in dienst van het Pauselijk Romeins Seminarie en de Pauselijke Urbaniana Universiteit. De daarop volgende jaren bekleedde hij voornamelijk functies binnen het Vaticaan.
Op 5 januari 1917 werd Lorenzo door paus Benedictus XV benoemd tot interim nuntius voor Peru. Tegelijkertijd werd hij gewijd tot titulair aartsbisschop van Ephesus. Toen op 20 juli 1917 de diplomatieke betrekkingen tussen het Vaticaan en Peru bekrachtigd werden, werd Lorenzo de eerste nuntius in het Zuid-Amerikaanse land. Op 25 mei 1921 volgde hij Achille Ratti op als nuntius in Polen. In die positie droeg hij bij tot de totstandkoming van het concordaat tussen het Vaticaan en de Tweede Poolse Republiek.
Tijdens het consistorie van 20 december 1926 werd Lorenzo Lauri tot kardinaal-priester gecreëerd, waarbij hem de titelkerk San Pancrazio werd toegewezen. Hiermee kwam een einde aan de nuntiatuur in Polen. Op 31 juli 1927 volgde zijn benoeming tot kardinaal-grootpenitentiarius van de Apostolische Penitentiarie, een van de gerechtshoven binnen de Curie die zich voornamelijk bezighoudt met de vergeving van de zonden. Als vertegenwoordiger van paus Pius XI woonde Lorenzo in 1932 het Internationaal Eucharistisch Congres bij in Dublin.
Na al eerder benoemd te zijn geweest tot camerlengo (15 juni 1936 – 13 december 1937) werd hij op 11 december 1939 opnieuw op die positie benoemd na de verkiezing van paus Pius XII in 1939, die zelf die functie tijdens het conclaaf bekleed had.
Lorenzo Lauri stierf op 8 oktober 1941 en werd begraven op de Romeinse begraafplaats Campo di Verano.

## Bijzonderheid
Na de dood van Lorenzo Lauri zou paus Pius XII geen nieuwe camerlengo aanstellen. Bij de dood van Pius XII was het de taak van de kardinalen om eerst de vacature van camerlengo in te vullen, daar deze een sleutelpositie bekleedt tijdens de sedisvacatie. Gekozen werd voor de Curie-kardinaal Benedetto Aloisi Masella.